# Conrad Walcke
Conrad Walcke, född 8 september 1736 i Uddevalla, död 26 april 1805, var en svensk borgmästare och vice häradshövding. Walcke var borgmästare i Askersunds stad.
Walcke avlade juristexamen vid Lunds universitet 1760. Därefter blev han auskultant i hovrätten för att senare tillträda som borgmästare för Askersunds stad 1778. Han efterträddes sedermera av Jonas Gustaf Hoffman 1805. Walcke var gift med Ulrika B. Hasselström, och i äktenskapet föddes dottern Margareta Ulrika Walcke som var gift med vice borgmästaren, Paul Oliver Brunius, och senare med postmästaren Per Gustaf Fischer. Båda i nämnda stad. Walcke ska även ha publicerat fyra dikter 1760–1761.